# Arpeni
Arpeni (en arménien Արփենի) est une communauté rurale du marz de Shirak en Arménie. En 2008, elle compte 391 habitants.